# Harpactocarcinus
Harpactocarcinus là một chi cua bùn đã tuyệt chủng, Chi cua này được biết đến từ hồ sơ hóa thạch từ Cretaceous đến Miocene (độ tuổi: từ 66.043 đến 11.608 triệu năm trước). Hóa thạch trong chi này đã được tìm thấy ở Iran, Châu Âu, Thổ Nhĩ Kỳ, Mexico, Hoa Kỳ và New Zealand.

## Các loài
- Harpactocarcinus almerae, Via 1941
- Harpactocarcinus americanus, Rathbun 1928
- Harpactocarcinus dalmatius, Schweitzer et al. 2007
- Harpactocarcinus fedrigoi, Attilio Fedrigo [1]
- Harpactocarcinus istriensis, Bachmayer and Nosan 1959
- Harpactocarcinus jacquoti, Milne-Edwards 1865
- Harpactocarcinus macrodactylus, Milne-Edwards 1850
- Harpactocarcinus miocenicus, Vega et al. 2010
- Harpactocarcinus multidentatus, Stubblefield 1946
- Harpactocarcinus ovalis, Milne-Edwards 1862
- Harpactocarcinus punctulatus Milne-Edwards 1862
- Harpactocarcinus rotundatus, Milne-Edwards 1862
- Harpactocarcinus wilkeningi, Bachmayer and Mundlos 1968
- Harpactocarcinus yozgatensis, Schweitzer et al. 2007